# Lotta ai Giochi della I Olimpiade

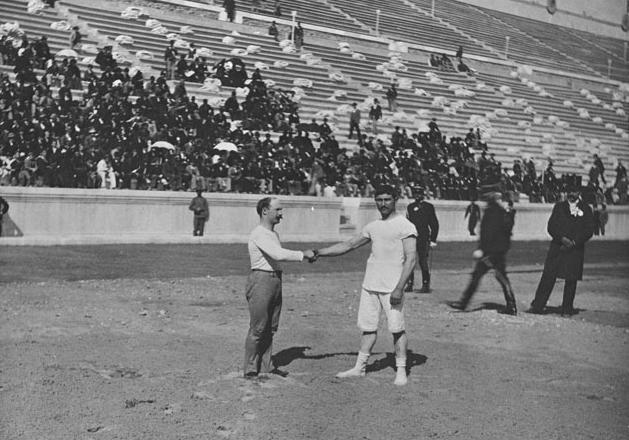
Schumann e Tsitas prima dell'inizio dell'incontro

La lotta fu una delle discipline olimpiche dei Giochi della I Olimpiade, tenutasi ad Atene nel 1896. Venne disputata una sola gara di lotta greco-romana che vide iscritti 5 atleti, provenienti da 4 nazioni:
- Germania (1)
- Gran Bretagna (1)
- Grecia (2)
- Ungheria (1)

## Risultati
| Evento                            | Oro            | Argento         | Bronzo                 |
| Lotta ai Giochi della I Olimpiade |                |                 |                        |
| Lotta greco-romana (dettagli)     | Carl Schuhmann | Geōrgios Tsitas | Stefanos Christopoulos |

## Medagliere per disciplina
| Posizione | Paese    |   |   |   | Totale |
| --------- | -------- | - | - | - | ------ |
| 1         | Germania | 1 | 0 | 0 | 1      |
| 2         | Grecia   | 0 | 1 | 1 | 2      |
| Totale    | Totale   | 1 | 1 | 1 | 3      |